# 阿蒂苏拉昂
阿蒂苏拉昂（法語：Athies-sous-Laon，法語發音：[ati su lɑ̃]，意为“拉昂下方的阿蒂”）是法国上法蘭西大區埃纳省的一个市镇，属于拉昂区。

## 地理
阿蒂苏拉昂（49°34'23"N, 3°40'59"E）面积15.44 平方千米，位于法国上法蘭西大區埃纳省，该省份为法国北部内陆省份，北起北部省，西接索姆省和瓦兹省，东临阿登省和马恩省，西南至塞纳-马恩省，东北部与比利时接壤。
与阿蒂苏拉昂接壤的市镇（或旧市镇、城区）包括：布吕耶尔和蒙贝罗、尚布里、埃普、拉昂、帕尔丰德吕、萨穆西。

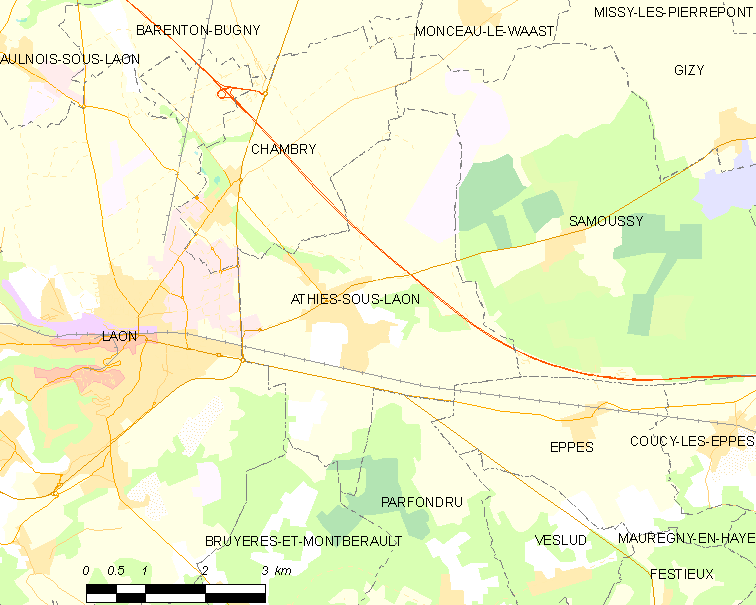
阿蒂苏拉昂的OSM定位图

阿蒂苏拉昂的时区为UTC+01:00、UTC+02:00（夏令时）。

## 行政
阿蒂苏拉昂的邮政编码为02840，INSEE市镇编码为02028。

## 政治
阿蒂苏拉昂所属的省级选区为拉昂第二县。

## 人口

1962-2008年间阿蒂苏拉昂人口变化图示

阿蒂苏拉昂于2022年1月1日时的人口数量为2600人。